# Латинская церковь
Лати́нская це́рковь (лат. Ecclesia Latina, также Римско-католическая церковь, Западная церковь, Римская церковь) — крупнейшая из автономных церквей своего права (лат. sui iuris) в Католической церкви, применяющая римский обряд. Совокупность 24 церквей своего права, к числу которых принадлежат Латинская церковь и 23 восточнокатолические церкви, составляет Католическую церковь. Они отличаются друг от друга литургическими обрядами (обряды, облачения, песнопения, язык), молитвенными традициями, богословием, каноническим правом, и пасторством, но все они имеют одну и ту же веру, и все имеют евхаристическое общение с римским папой, как епископом Рима, как важный критерий для звания себя католиком. В обиходе, чаще всего, когда речь идет о католичестве вообще, в действительности подразумевается лишь его латинская, или западная, часть.